# Aeropuerto Internacional de Uzhgorod
El Aeropuerto Internacional de Uzhgorod (en ucraniano Міжнародний аеропорт «Ужгород») es un aeropuerto internacional ubicado en la ciudad de Uzhgorod, ubicada en el óblast de Transcarpatia, el más occidental de Ucrania. Este es uno de los aeropuertos más importantes de Ucrania, y está situado en la parte más occidental de la ciudad, cerca de la frontera con la región de Kosice, en Eslovaquia. El Aeropuerto Internacional de Uzhgorod tiene únicamente una terminal.[cita requerida]

## Aerolíneas y destinos
- Motor Sich Airlines (Lviv, Kiev)

- Datos: Q1077892
- Multimedia: Uzhhorod International Airport / Q1077892